# Linjal

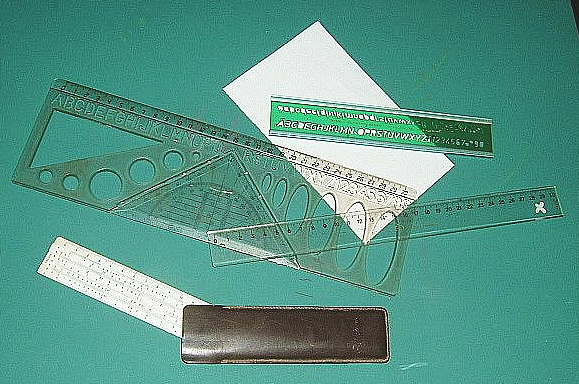
Några olika typer av linjaler

Linjal är ett hjälpmedel för att dra raka linjer och för att mäta (kortare) avstånd. Till formen är den tunn och avlång. Den kan vara gjord av trä, metall eller plast. Linjaler är oftast graderade, vilket betyder att de har jämnt fördelade markeringar för avståndsangivelse. I Internationella måttenhetssystemet (SI) kan en linjal vanligtvis visa centimeter och millimeter.
Ordet linjal kommer från tyskans "lineal" och kan i svenska språket beläggas sedan 1538.